# K League 1987
La Liga de Fútbol Profesional de Corea 1987 fue la 5.ª temporada de la K League. Contó con la participación de cinco equipos. El torneo comenzó el 28 de marzo y terminó el 8 de noviembre de 1987.
El campeón fue Daewoo Royals. Por otra parte, salió subcampeón POSCO Atoms.

## Reglamento de juego
El torneo se disputó en un formato de todos contra todos a cuádruple ida y vuelta, de manera tal que cada equipo debió jugar cuatro partidos de local y cuatro de visitante contra sus otros cuatro contrincantes y quedar libre en ocho fechas. Una victoria se puntuaba con dos unidades, mientras que el empate valía un punto y la derrota, ninguno.
Para desempatar se utilizaron los siguientes criterios:
1. Puntos
2. Diferencia de goles
3. Goles anotados
4. Resultados entre los equipos en cuestión

## Tabla de posiciones
| Pos. | Equipo                 | Pts. | PJ | G  | E  | P  | GF | GC | Dif. | Clasificación |
| ---- | ---------------------- | ---- | -- | -- | -- | -- | -- | -- | ---- | ------------- |
| 1    | Daewoo Royals (C)      | 62   | 32 | 16 | 14 | 2  | 41 | 20 | +21  | Campeón       |
| 2    | POSCO Atoms            | 56   | 32 | 16 | 8  | 8  | 64 | 41 | +23  |               |
| 3    | Yukong Elephants       | 36   | 32 | 9  | 9  | 14 | 34 | 43 | −9   |               |
| 4    | Hyundai Horang-i       | 33   | 32 | 7  | 12 | 13 | 34 | 40 | −6   |               |
| 5    | Lucky-Goldstar Hwangso | 28   | 32 | 7  | 7  | 18 | 26 | 55 | −29  |               |

 Fuente: South Korea 1987

## Campeón
|                                  |
|                                  |
| Campeón Daewoo Royals 2.º título |